# Francesco De Luca (1961)
Francesco De Luca (Napoli, 31 maggio 1961) è un politico e avvocato italiano.

## Biografia
De Luca è uno dei fondatori della Democrazia Cristiana per le Autonomie di Gianfranco Rotondi, nella quale ha ricoperto l'incarico di responsabile degli enti locali.
Nel 2006 viene eletto alla Camera dei Deputati nelle liste di Forza Italia in quota DCA. Aderisce quindi al gruppo misto, dove entra a far parte della componente Democrazia Cristiana-Partito Socialista.
Il 18 maggio 2006 entra a far parte del gruppo DCA-Democrazia Cristiana Per le Autonomie-Nuovo PSI, di cui farà parte per il resto della legislatura.
Durante la XV legislatura è membro della X Commissione (Attività produttive, Commercio e Turismo), della IX Commissione (Trasporti, Poste e Telecomunicazioni) e della Commissione di Inchiesta sul ciclo dei rifiuti e sulle attività illecite ad esso legate.
Nel 2008 viene rieletto deputato nelle liste del Popolo della Libertà e aderisce all'omonimo gruppo parlamentare. Nel 2009 aderisce (assieme al resto della DCA) al PdL.
Durante la XVI legislatura è membro della XII Commissione (Affari Sociali).
Nel 2013, in seguito allo scioglimento del Popolo della Libertà, aderisce a Forza Italia.
Nel 2015 lascia Forza Italia e aderisce a Rivoluzione Cristiana.
Il 28 novembre 2016 viene nominato capo della segreteria politica di RC.

## Procedimenti giudiziari
Nel marzo del 2008 Francesco de Luca viene indagato dalla Procura di Milano per tentata corruzione in atti giudiziari. L'accusa è di aver cercato di corrompere un giudice della Corte di Cassazione per influenzare un processo contro alcuni membri di un clan camorristico di Milano, in modo da che la Corte di Cassazione emettesse una sentenza a loro favorevole. Per tale indagine il 12 maggio 2008 la Procura di Milano chiede alla Camera dei Deputati l'autorizzazione all'utilizzo di alcuni tabulati telefonici riguardanti De Luca.
L'11 giugno 2008 la Giunta delle Immunità della Camera approva a maggioranza la relazione Paolini (Lega Nord) che nega l'autorizzazione all'utilizzo dei tabulati telefonici richiesti dalla Procura. Il 2 luglio 2008 la Camera approva la relazione Paolini con 341 sì, 44 no e 152 astenuti.
Non essendo in grado di proseguire le indagini a causa del diniego la Procura chiede l'archiviazione del caso.
Nel maggio 2009 il giudice per le indagini preliminari di Milano Fabrizio d'Arcangelo archivia il caso e proscioglie De Luca dall'accusa a lui contestata.